# الشوقيون
شوقيون تنظيم قام بتأسيسه «شوقي الشيخ» في قرية «كحك» إحدى قرى الفيوم، بعد انشقاقه عن الجماعة الاسلامية وتكفيره لعمر عبد الرحمن، ويعتمد فكر الجماعة علي تكفير المجتمع كله والجماعات الإسلامية الأخرى وقسموا من لا ينتمي ليهم الي «كافر محارب» و «كافر مسالم»، واعتمد التنظيم علي تمويل انشطته من خلال سرقة الدراجات النارية والسطو علي محلات الذهب.
قامت قوات الأمن المصرية في أبريل 1990 باقتحام قرية «كحك» التي تحصن بها «الشوقيين» وتمكنوا من قتل «شوقي الشيخ» والعديد من اتباعه، وفي حين فر العديد من أعضاء الجماعة ليقوموا بسلسلة عمليات سطو مسلح علي محلات الذهب في بداية التسعينات إلى ان تم اعتقال معظمهم، وعقب ثورة 25 يناير قام بعض أعضاء الجماعة بمحاولات لاعادة بعثها من جديد في قرى الفيوم.

## من أبرز أعضائها
- شافعي مجد، امير سابق لجماعة الشوقيين، أعلن توبته بعد قضاء 18 عام في السجن.
- حلمي هاشم، ضابط شرطة سابق تمكن من إعادة شمل الشوقيين بعد مقتل «شوقي الشيخ» وهو الآن من ابرز أعضاء تنظيم تنظيم الدولة الإسلامية.